# Khủng hoảng sức khỏe
Khủng hoảng sức khỏe hay khủng hoảng sức khỏe cộng đồng là một tình hình khó khăn hoặc hệ thống y tế phức tạp ảnh hưởng đến con người ở một hoặc nhiều khu vực địa lý (chủ yếu xảy ra trong các mối nguy hiểm tự nhiên), từ một địa phương cụ thể đến bao trùm toàn bộ hành tinh. Khủng hoảng sức khỏe nói chung có tác động đáng kể đến sức khỏe cộng đồng, sự tổn thất sinh mạng, và cả nền kinh tế. Chúng có thể do bệnh tật, quá trình công nghiệp, chính sách kém.
Mức độ nghiêm trọng thường được đo bằng số người bị ảnh hưởng trên một phạm vi địa lý, hoặc căn bệnh hay cái chết của quá trình gây bệnh mà nó bắt nguồn.

## Đặc điểm

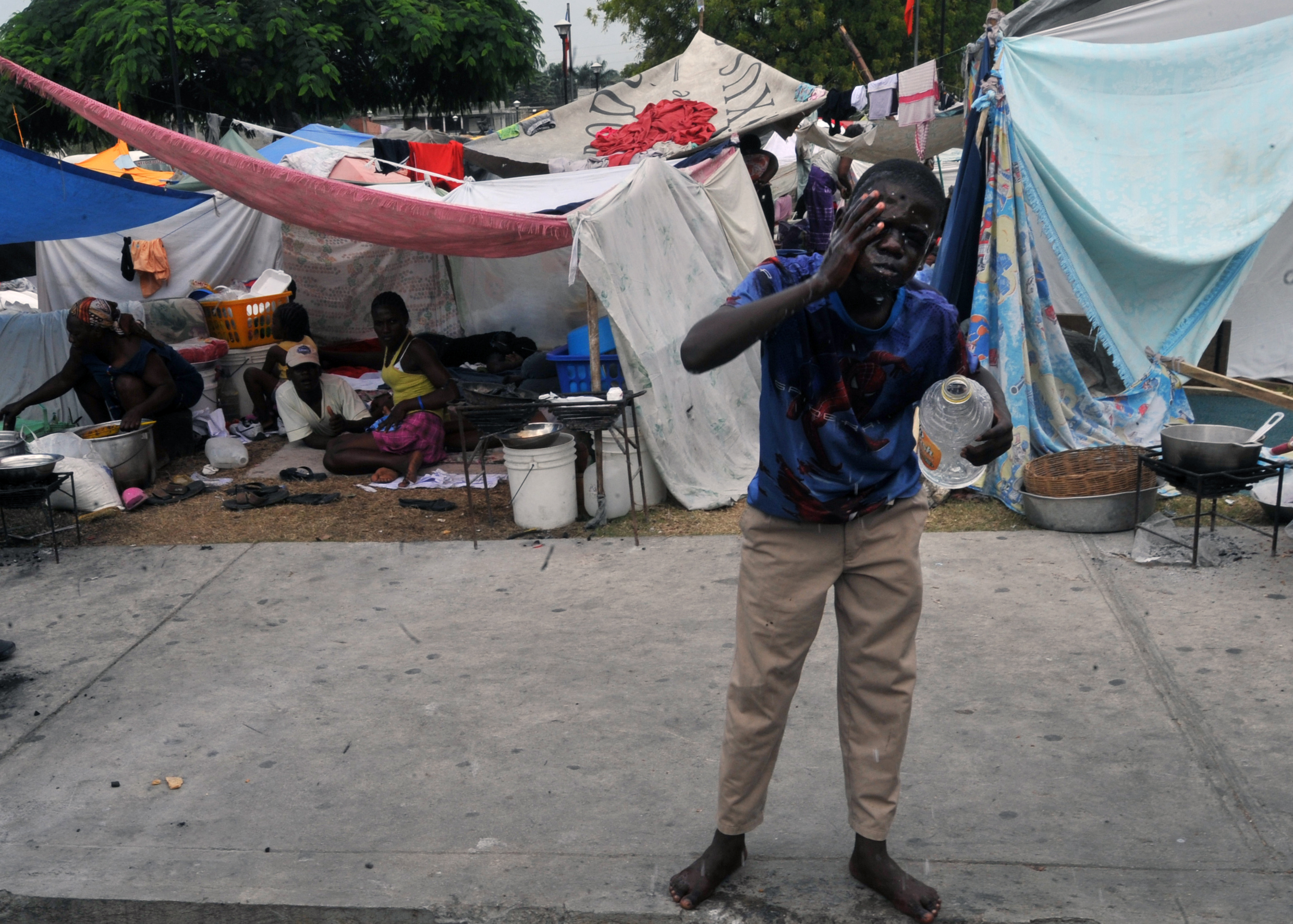
Mất nhà cửa trong trận động đất, nhiều người Haiti phải sống trong các trại bấp bênh.

Thường có ba thành phần chính trong cuộc khủng hoảng y tế:
- Vấn đề sức khỏe cộng đồng[6]
- Vấn đề phối hợp sức khỏe
- Báo động y tế: Truyền thông giáo tiếp kém vấn đề nguy cơ sức khỏe đối với người dân dẫn đến biến động xã hội.[7]

## Loại
- Môi trường
- Thức ăn
- Truyền nhiễm
- Chất độc

## Ví dụ
- 1858: Vụ bê bối sữa Swill

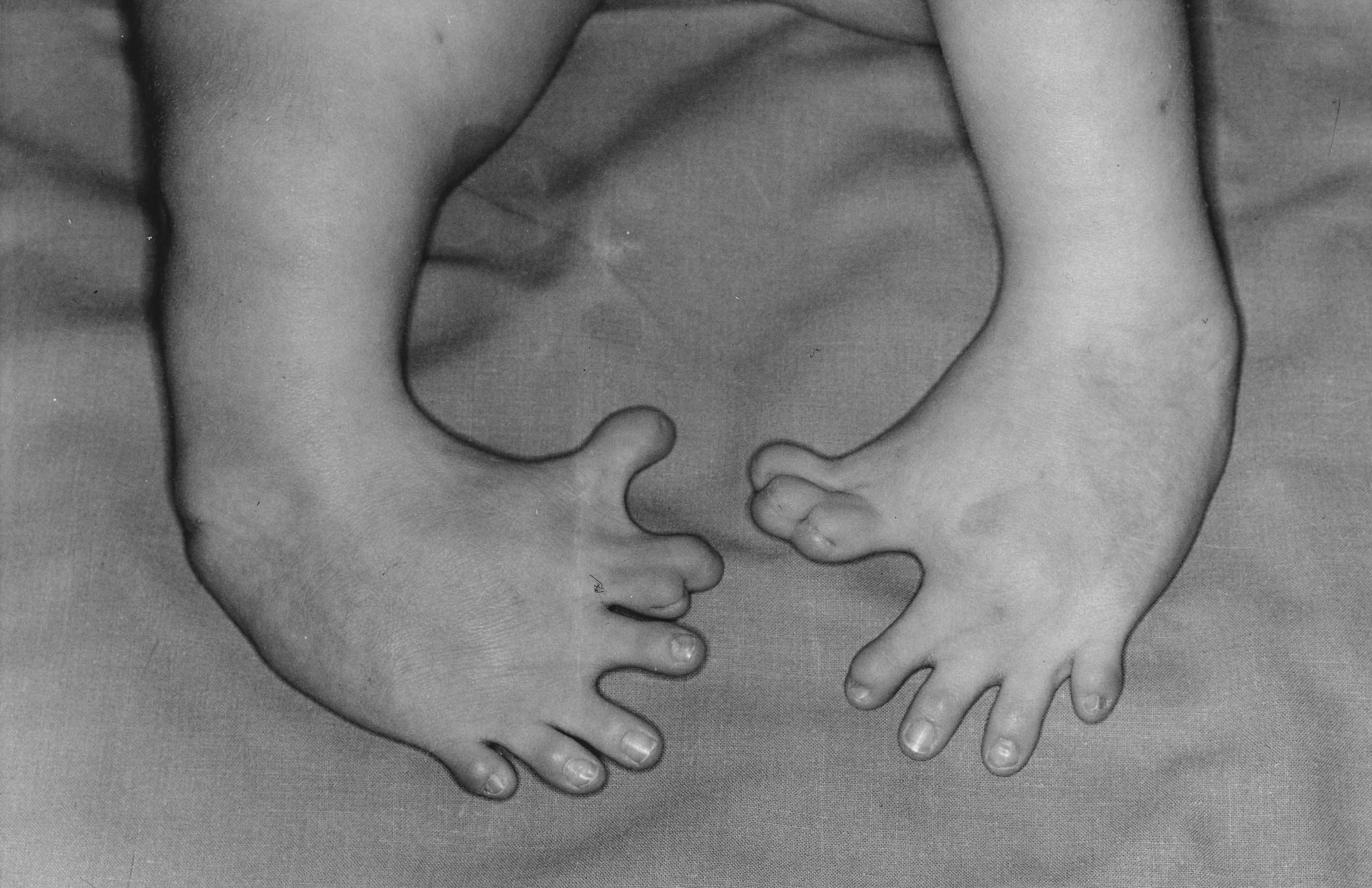
Em bé sinh ra từ một người mẹ đã dùng thalidomide trong khi mang thai.

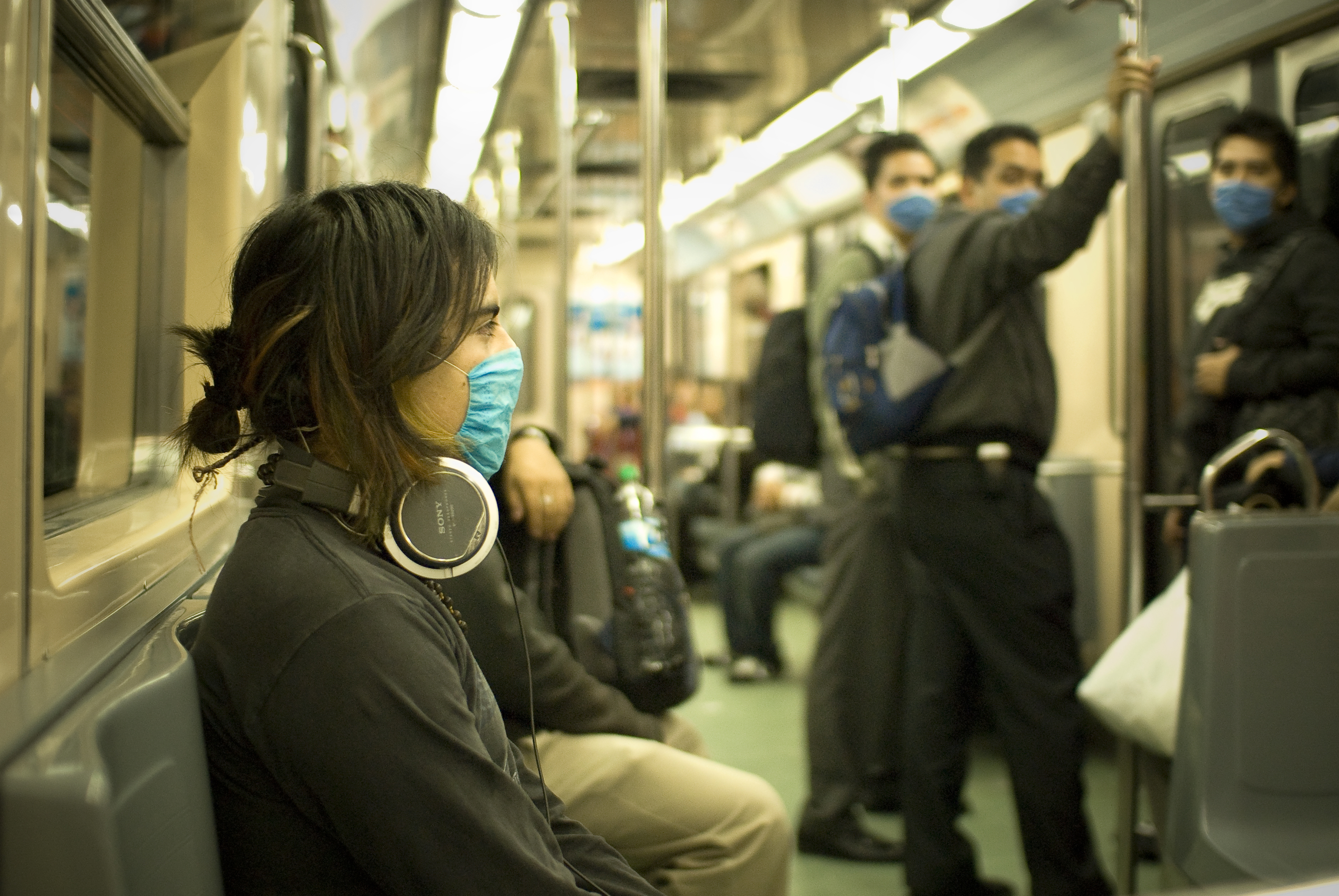
Trên chuyến tàu điện tại México, hành khách được bảo vệ chống lại cúm A.

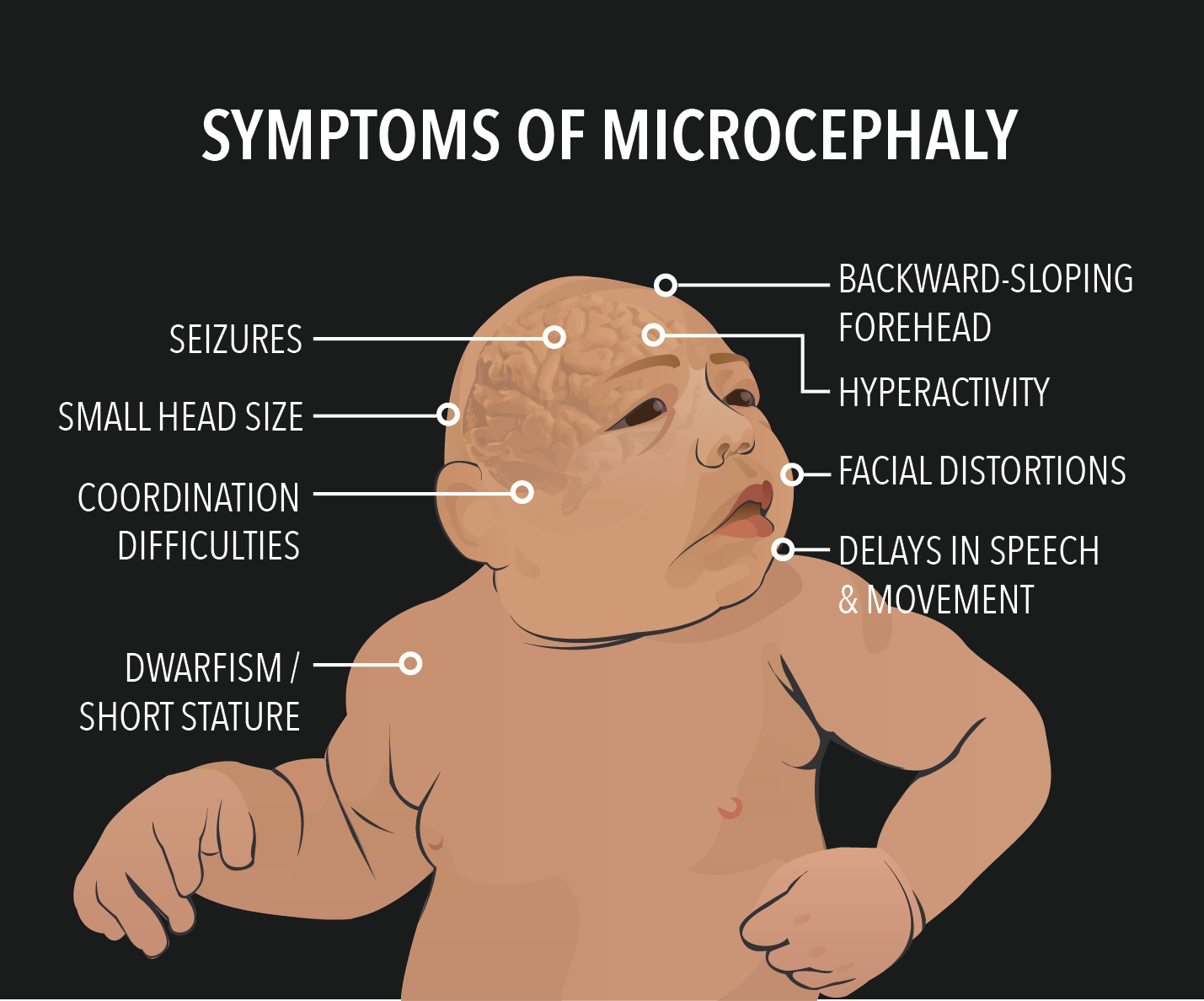
Các triệu chứng của bệnh đầu nhỏ, liên quan đến các bà mẹ bị nhiễm vi-rút Zika.

- 1905: Vụ bê bối thịt ở Mỹ, xuất bản cuốn sách "The Jungle" của Upton Sinclair.
- 1963: Dị tật bẩm sinh bởi thalidomide[9]
- 1981: Hội chứng ngộ độc dầu[10]
  - HIV/AIDS[11][12][13][14]
- 1996: Bệnh viêm não thể bọt biển ở bò, thông thường được gọi là bệnh bò điên[15]
- 1998: Thảm họa Doñana, còn được gọi là Thảm họa Aznalcollar hoặc Thảm họa Guadiamar[16]
- 2001: Cuộc tấn công bệnh than ở Hoa Kỳ, còn được gọi là Amerithrax[17]
- 2003: Hội chứng hô hấp cấp tính nặng (SARS)[18]
- 2004: Cúm gia cầm (H5N1)[19]
- 2006: Bãi rác thải độc hại của Bờ Biển Ngà[20]
  - Chất béo chuyển hóa[21]
- 2007: Lead paint on toys from China[22]
- 2008: Vụ bê bối sữa Trung Quốc năm 2008 là một sự cố an toàn thực phẩm ở Trung Quốc, liên quan đến sữa và sữa bột cho trẻ sơ sinh, và các nguyên liệu và thành phần thực phẩm khác, pha trộn với melamine.
  -  Dịch bệnh listeriosis ở Canada[23] and Chile[23][24][25][26]
- 2009: Đại dịch cúm 2009[27]
- 2010: Động đất Haiti 2010[28]
  - Bisphenol A, một chất độc[29][30]
- 2011: Động đất và sóng thần Tōhoku 2011[31]
  - Bùng phát E. coli O104: H4 [32]
- 2012: Gian lận về cấy ghép ngực của công ty Poly Implant Prothèses (PIP)[33][34]
- 2014: Dịch bệnh Ebola tại châu Phi năm 2014[35][36]
- 2015: Bùng phát virus Zika (2015–nay)[37][38]
- 2019-nay: Đại dịch COVID-19

- 2024: Nạn đói ở Dải Gaza[39][40] [41]

## Ngăn ngừa và kiểm soát
Sử dụng hệ thống cảnh báo sức khỏe. 
Tính minh bạch của các tổ chức công khai hoặc bí mật. Nhận thức về khủng hoảng có thể ngoài sự kiểm soát của các chuyên gia hoặc các tổ chức y tế, và được xác định bởi các bên liên quan để cung cấp các giải pháp tuyên truyền hoặc liên quan.
Chính sách thông tin đầy đủ. Tính phi lý phát sinh khi thông tin bị bóp méo, hoặc ẩn. Face a health crisis involves: tôn trọng xã hội, sự phối hợp của các tổ chức và một tổ chức có trọng lượng khoa học cho mọi người và giới truyền thông,người đóng vai trò là người phát ngôn trong các tình huống nguy cơ sức khỏe cộng đồng, để có được lòng tin của người dân.
Đánh giá cuộc khủng hoảng trước đó hoặc tương tự. Khủng hoảng là những thách thức cần phải được học hỏi từ cả những sai lầm và thành công, vì chúng phục vụ để mang lại sự cải thiện để phản ứng với các cuộc khủng hoảng khác. Điều quan trọng là thực hiện phân tích các vấn đề trước đó, rủi ro kiểm toán và tính dễ bị tổn thương, nghiên cứu và thử nghiệm, và các cuộc diễn tập trước để chống lại các cuộc khủng hoảng trong tương lai.
Có mục tiêu: "thứ nhất, để giảm tác động của bệnh tật và cái chết, và thứ hai, tránh rối loạn xã hội."
Chuẩn bị các kế hoạch dự phòng. Chuẩn bị là chìa khóa cho cuộc khủng hoảng bởi vì nó cho phép một phản ứng mạnh mẽ, có tổ chức và dựa trên khoa học. Kế hoạch hành động phải đáp ứng các chuyên gia và được đào tạo, và các chính trị gia phải nhất quán trong hành động và phối hợp tất cả các nguồn lực sẵn có. Cần đầu tư vào các nguồn lực y tế công cộng để chuẩn bị các biện pháp phòng ngừa và giảm sự bất bình đẳng về sức khỏe để giảm thiểu tác động của khủng hoảng y tế, vì họ thường là người nghèo nhất nhưng phải chịu đựng nhiều nhất.